# Die Götter aus dem All
Die Götter aus dem All ist der Titel einer Reihe von acht Comic-Heften der polnischen Autoren Bogusław Polch (Zeichnungen), Arnold Mostowicz und Alfred Górny (Texte), die zwischen 1978 und 1983 vom Bastei-Verlag veröffentlicht worden sind. Die Story erzählt die Begegnung der frühen Erdbewohner mit höher entwickelten außerirdischen humanoiden Lebensformen, die für die Erdlinge zu Göttern aus dem All werden. Der Comic basiert in vielen Teilen auf den präastronautischen Thesen des Schweizer Autors Erich von Däniken, beispielsweise erklärt die Comic-Handlung von Mostowicz und Górny archäologische Monumente wie die Pyramiden von Gizeh oder die Geoglyphen von Nazca als Folgen des prähistorischen Besuches von Außerirdischen. Auch biblische Geschichten sind in präastronautischer Interpretation in den Comic eingeflossen.

## Charaktere
Die Handlung spielt in einer möglichen Ur-, Vor- und Frühgeschichte unseres Planeten.
Die Besucher aus dem All stammen vom Planeten Delos im Sternbild Sagittarius. Die Macht wird in der Hauptstadt Deloport vom Großen Gehirn ausgeübt, einem unsterblichen Wesen, das seine Zellen ständig selbst erneuert und früher in dem genialsten Wesen des Planeten gelebt hat. (Dies erinnert etwas an die Situation auf dem Planeten Vinea der Serie Yoko Tsuno von Roger Leloup.) Das große Gehirn hat den Untergang des Heimatplaneten Delos vorausgesehen und Expeditionen beauftragt, einen Planeten zu finden, auf dem die Zivilisation weiter bestehen kann. Den dortigen Lebewesen soll die Kultur der Heimatwelt gebracht werden. Der Flug wird im Tiefschlaf verbracht; erst kurz vor dem Ziel werden die Expeditionsteilnehmer geweckt. Falls eine Besiedlung des Planeten nicht möglich ist, soll der Flug fortgesetzt werden. Später revidiert das Große Gehirn die Planung und befiehlt die Vernichtung der Mutierten: Ein riesiger Meteorit soll die Umlaufbahn des Planeten um die Sonne ändern, dadurch die Polachse verschieben und mit dem Schmelzen des Polareises den Untergang von Atlantis herbeiführen.
- Die schwarzhaarige Ais, Direktorin der Akademie der wissenden Regenten, ist mit der Führung einer Expedition auf den dritten Planeten eines Sonnensystems beauftragt worden. Ihre Hauptkleidungsfarbe ist Orange. Nach der Erkundungsmission lässt sie eine Operationsbasis auf dem Planeten einrichten und treibt die Forschung voran. Roub und Chat fühlen sich beide zur einzigen Frau an Bord hingezogen; für sie stehen aber Pflicht und Mission vorrangig auf der Agenda. Die erste Siedlung findet ihr Ende in einem Vulkanausbruch, aber sie übernimmt Berouds Mission auf der Insel Atlantis. Sie findet einen weiteren havarierten Großkreuzer von Delos, der allerdings bereits von ihrem Gegenspieler ausgeschlachtet wird. Sie entgeht einem Mordanschlag von Satham, wird von ihm entführt und befreit. Auch die Insektoiden nehmen sie kurzzeitig bei ihrer Erkundungsmission fest und lassen sie wieder frei. Immer wieder führt sie heikle Missionen selbst an, wird von Rhama befreit und gesteht ihm ihre Liebe, die aber bis zur Erfüllung der Aufgabe warten muss. Im Kampf gegen die Insektoiden reist sie mit Rhama und Zan zum Mond, wo die feindliche Basis vernichtet wird. Nach ihrer Rückkehr in das angewachsene Atlantis wird sie nach Delos zurückbeordert, der Flug wird aber abgebrochen: Die Angriffe Sathams in Atlantis erfordern eine schnelle Rückkehr. In neuem orangem Overall begleitet sie Chat auf die Erde: Ihre Sonde wird abgeschossen, im Dschungel müssen sie sich nach der Notlandung gegen Riesen wehren und schließlich Zan aus der Haft befreien. Nach siegreichem Kampf gegen die Titanen kehrt sie befehlsgemäß nach Delos zurück. Gegen die neuen Weisungen des Großen Gehirns, die Mutierten zu vernichten, zweifelt sie und lehnt sich auf. Sie warnt Zan vor der befohlenen Vernichtung von Atlantis durch eine Polareisschmelze und befragt ihren alten Lehrer Allad. Ausgerüstet mit neuen Waffen kehrt sie im Ungehorsam zur Erde zurück und hilft bei der Evakuierung. An Bord des Raumschiffs erfährt sie die Strafe des Großen Gehirns: Auch sie wird getötet werden. Zuvor soll allerdings eine zweite Ais genetisch entstehen, die ihre Fähigkeiten und ihren Mut erhalten soll.

Das Urteil wird dann in Verbannung in die Laboratorien der Galaxis Berenice umgewandelt.
- Der blonde Chat, Direktor der Akademie der wissenden Regenten, ist einer ihrer Stellvertreter. Ihm ist die Kleidungsfarbe grün zugeordnet. Schon früh zeigt sich sein Gegensatz zu Roub: Er will das tun, was die Mission erfordert und was befohlen wurde – Roub will das tun, was er für das beste hält. Der Fund von Spuren intelligenten Lebens führt bald zu größeren Spannungen in der Führungsebene, ebenso die Frage nach Verbleib oder Weiterflug. Nach der ersten Mission fliegt er zum Mutterschiff und verbleibt dort. Später ist er Kommandant des Raumschiffs, trägt aber die abgestufte schwachviolette Overall-Kombination nachgeordneter Mitglieder. Auch er wird nach Delos zurückgerufen. Beim angeordneten Rückflug trägt er die rote Overallkleidung eines Anführers. Er kämpft gegen den Dschungel und Riesen, hilft bei der Befreiung von Zan. Danach erfolgt die befohlene Rückkehr nach Delos. Er folgt Ais in ihrem Ungehorsam zurück zur Erde. Beim Versuch, den von Satham gestohlenen Kristallschädel zurückzuerlangen, wird er gefangen, aber von Ais befreit. Er findet den Tod durch einen als Roboter getarnten Delosianer an Bord des Raumschiffs – Urteil des Großen Gehirns für die Gesetzesübertretung.

- Roub, ebenfalls Direktor der Akademie der wissenden Regenten und Stellvertreter von Ais, ist der älteste der Führungstrias. Er ist weißhaarig und trägt einen blauen Overall. Er ist schnell als Gegenspieler von Chat erkannt und versucht, Ais gewaltsam für sich zu gewinnen, erhält aber eine schroffe Abfuhr. Im betrunkenen Zustand machen Roub und seine Männer eigene „Versuche“ mit den weiblichen Eingeborenen, von denen er hofft, dass sie genetisch erfolgreicher sein werden, als die Laborversuche Zans. Er sorgt für Sabotage, um die Mannschaft auf der Erde festzuhalten. Er schreckt vor Mord an anderen Expeditionsteilnehmern nicht zurück und will auch das Mutterschiff sprengen. Als dies misslingt, flüchtet er in den Dschungel, verfolgt von Chat. Sein Ende findet er allerdings nicht durch seinen Rivalen, sondern durch den Biss einer Schlange.

- Zan, braunhaarig und im violetten Overall, ist der Präsident der Akademie der wissenden Regenten und hat die Expedition von Anfang an wissenschaftlich überwacht. Er ist immer wieder versöhnend zwischen den unterschiedlichen Charakteren von Ais’ Stellvertretern. Er macht die Gen-Versuche zur Veränderung der Eingeborenen im Labor, stellt die Versuche bald ein und treibt stattdessen ein Lernprogramm für die Eingeborenen voran. Auf Atlantis führt er seine Genetik-Versuche erfolgreich fort. Mithilfe besonderer Kommunikationstechniken nimmt er Kontakt zur entführten Ais auf und befreit sie. Beim Angriff der Insektoiden entwickelt er ein Präparat, um die Delosianer und die Humanoiden der Erde zu schützen. Ebenfalls entwickelt er Schutzhelme gegen die Ortungsstrahlen der Insektoiden und erforscht einen erbeutete Bio-Roboter. Er entwickelt weitere Waffen gegen die Insektoiden und sorgt für die Zerstörung des ersten feindlichen Schiffs auf der Erde mit einer Atom-Waffe. Beim Angriff auf Atlantis gerät er in die Hände von Satham, wird aber von Ais und Chat und Enoch befreit. Bei der vom Großen Gehirn gesteuerten Vernichtung von Atlantis organisiert Zen mit Enoch die Evakuierung und die Planung bleibender Monumente durch die Mutierten in den neuen Kolonien. Die anderen Expeditionsteilnehmer (alles Männer) tragen einheitlich schwachviolette Overalls. Kommunikatoren in Form von Ohrringen verbinden alle miteinander. Nach Kontakt mit weiblichen Eingeborenen im betrunkenen Zustand kommt es zum Murren und Widerstand, geschürt von Roub.

- Kommandant Elo und sein Begleiter Lom gehören zur ersten, Kommandant Fent und sein Begleiter Pam zum zweiten Team, das einen Fuß auf den unbekannten Planeten setzt und sich bald mit den Tieren des Dschungels auseinandersetzen müssen.

- Beroud, Leiter einer zweiten Expedition, kommt bald nach Ais zur Erde. Auf der Ebene von Nazca lässt Ais eine Landefläche vorbereiten und Symbole und Signale in den Boden brennen. Die Eingeborenen ahmen viele der Figuren nach. Beroud stirbt bald nach der Landung an einer Vergiftung und wird bei Nazca beerdigt.

- Eness ist Beroud’s Pilot, der danach in Ais’ Dienste tritt und sie nach Atlantis fliegt. Bald gehört er zu ihrem Stab und übernimmt andere Aufgaben, wird aber nicht direkt durch höherfarbigen Overall ausgezeichnet. Er scheint Ais sehr zu mögen, verabschiedet sich mit Umarmung von ihr, als sie zur Mission nach Indien aufbricht, und begrüßt sie nach ihrer Rückkehr ebenso herzlich. Während der Zeit dieser Mission hat er die Stadt Atlantis mit den Einheimischen aufgebaut und ist zu grünem Overall aufgestiegen. Er muss sich mit dem Problem der Verbindungen zwischen Delosianern und Mutantenfrauen auseinandersetzen, während Ais nach Delos abberufen wird. Beim zweiten Angriff auf die Stadt geraten Eness und Zan in Sathams Gefangenschaft. Auf telepathischem Weg warnt Eness das Große Gehirn. Satham kann Eness Willen nicht brechen. In einem Handgemenge wird er von einem Todesstrahl zu Asche verbrannt.

- Satham, der Leiter der genetischen Operationen und des chemischen Labors in Berouds Expedition auf Atlantis, wird zum Verräter und Saboteur der Experimente. Er verhindert eine Analyse von verdächtigen Präparaten und widmet sich seiner eigenen Züchtung von schaurigen Mutanten ohne Intelligenz. Sein Mitarbeiter Malan versucht einen Mordanschlag auf Ais. Als dieser misslingt, lässt er Ais entführen, will sie für sich gewinnen. Nach ihrer Befreiung setzt er seine Experimente fort. Die Mannschaft des dritten Raumschiffs hält er zu seiner Verfügung im Tiefschlaf gefangen. Mit seinen Mutanten versucht er einen Angriff auf die Basis, der aber abgeschlagen wird. Später führt er weitere Experimente mit Hünen durch. Er zieht grüne Overalls an und ist uneingeschränkter Herrscher in seinen Basislagern. Der von ihm initiierte Angriff der Riesen auf die Stadt Atlantis wird abgeschlagen. Weitere Experimente verwandeln die Riesen in willenlose Sklaven, die per Fernbedienung gesteuert werden. Beim zweiten Angriff auf die Stadt kann er Zan und Eness gefangen setzen. Er tötet Eness kaltblütig. Sein Ziel ist es, die Erde in eine Art Hölle zu verwandeln. Bei der Rückkehr von Ais hat er keine Skrupel, die Sonde abzuschießen. Seine Revolte der Titanen scheitert, und wieder einmal kann er sich rechtzeitig absetzen. Er bringt den Mutierten viel Wissen (Seefahrt, technisches Wissen, Navigation und Astronomie) und ergänzt die Bemühungen der Delosianern. („Manchmal schafft das Böse trotz allem Gutes! Hoffentlich siegt auf Dauer das Gute!“ äußerst Zan weise, Band 5, S. 11). Beim Untergang von Atlantis stiehlt er den Kristallschädel aus dem Raumschiff. Als Meeresgott Oannes bringt er Sargon und anderen Wissen von den Gestirnen und verlangt den Bau eines großen Turmes. Bei der Ankunft Aistars will er sie fangen lassen und das neueste delanische Raumschiff in Besitz nehmen. Durch gezielte Zellteilung erschafft er Duplikate von sich und wird dadurch nahezu unsterblich. In Ägypten verändert er den Nillauf und sorgt mit seinem Gehilfen für die Versandung Nordafrikas. Den Pyramidenbau will er mit einer Armee von Riesenskorpionen verhindern.

Aistar setzt ihn schließlich in einer Kapsel am Meeresboden fest, befreit ihn aber nach der Nachricht vom Untergang von Delos.
- Der glatzköpfige Azazel ist auf Atlantis der enge Mitarbeiter von Satham. Er entdeckt die Existenz der Hünen als Folge der Verbindungen zwischen Delosianern und Primaten-Frauen. Er unterweist die Mutierten in Kampftechniken, sät Neid, Hass und Zwietracht. Mit Würfelspiel und Zechgelagen bringt er die Mutierten und die Primaten zu roher Gewalt. Wie Satham wird er ständig geklont und ebenso nahezu unsterblich. Er findet seinen Tod im Zweikampf mit Manesse auf dem Sphinx.

- Thamiel, ein rothaariger Krauskopf, ist ein weiterer enger Mitarbeiter von Satham. Er trägt einen gelben Overall und unterrichtet gemeinsam mit Azaziel die Hünen im Gebrauch primitiver Waffen. Weiterhin soll er die Geschöpfe der Erde mit verschiedenen Versuchungen auf den Weg des Bösen locken. Er lässt die Mutierten primitive Waffen schmieden.

- Rhama ist der blonde Anführer der dritten Expedition, der nach der Freilassung durch Satham zu Ais kommt und ihr neue Weisungen des Großen Gehirns von Delos bringt: Ein fremdes Raumschiff mit Landeziel Indien bedroht die neue Kolonie. Rhama trägt einen grünen Overall und ist somit direkt als leitendes Mitglied zu erkennen. Er tritt an die Stelle von Chat. Auch er zeigt Gefühle für Ais. Auf Atlantis rettet er mit Verteilung eines Präparats von Zan die Tötung der Delosianer und der Humanoiden. Als Ais erneut in die Hände der Insektoiden gerät, startet er wagemutig eine Befreiungsaktion und wütet wie ein Berserker unter den gegnerischen Flugkugeln. Schließlich rettet er sie, als die Insektoiden Ais mit einem Glascontainer über dem Meer abwerfen. Bei der Mission zum Erdtrabanten ist es Rhama, der Ais und Zan zum Aufbruch drängt, auf dem Mond zurückbleibt und die Sprengsätze zündet, die die feindliche Basis vernichten.

- Insektoide Wesen aus dem System Z7 landen auf dem indischen Subkontinent. Nach einer Bevölkerungsexplosion ist ihr Grundnahrungsmittel Blattgrün völlig aufgebraucht. Auf dem Blauen Planeten wäre Nahrung für viele tausend Jahre, so dass sie eine Eroberung und Ausbeutung beabsichtigen. Die Wesen sind technisch hoch entwickelt und verfügen über unzählige Bio-Roboter, die denkende Wesen ausrotten sollen. In einem gezielten Angriff vernichten sie die Basis auf Atlantis. Zur besseren Ortung ihrer Gegner starten sie eine große Entlaubungsaktion. Auf dem Erdtrabanten haben die Insektoiden eine große Basis angelegt, von wo aus sie ihre Invasion starten wollen.

- Enoch (der biblische Henoch) ist ein kräftiger Mutierter, der von Zan und Eness für vertrauenswürdig gehalten wird und um Hilfe gebeten wird. Enoch erklärt ihnen die Existenz der Hünen und berichtet von der Stimmung der Delosianer gegen die Führungsspitze. Später hilft er Ais und Chat bei der Befreiung von Zan. Er hat eine besondere Fähigkeit: Er spürt die Körperwärme von Lebewesen selbst durch dickes Gestein. Er besitzt Pflanzenkunde und kennt Abwehrgerüche gegen mutierte Wasseruntiere. Als Dank für seine Dienste wird Enochs Leben auf wirksame Weise verlängert. Enoch übt die Funktion eines Regenten aus. Bei der Evakuierung aus Atlantis wird er bevorzugt behandelt, ebenso sein Sohn Methusalem, der Enkel Lamech und der noch ungeborene Urenkel Noah (Noach). Nach der geglückten Aktion mit der Arche wird Enoch als erster Erdenmensch an Bord des Raumschiffs mitgenommen.

- Allad lebt in der Akademie der Wissenden und war Ais Lehrer. Er trägt ein weißes Gewand mit blauer Weste und einen langen weißen Bart – ein wahrer Patriarch. Sein Lebenswerk sind die Kristallschädel, mit denen er sämtliche elektronischen Systeme ausschaltet.

- Die genetisch erstellte Aistar ist Ais Tochter. Sie erhält nach Ais Verbannung Aufträge des Großen Gehirns für den Blauen Planeten. Ihre erste Mission führt sie auf den Mars, wo eine Roboter-Meuterei ausgebrochen ist. Auf dem Mond, wo eine weitere Basis von Delos zerstört worden ist, sieht sie sich einem überlebenden Insektoiden gegenüber, der damit droht, den Erdtrabanten mit seinen Robotern zu sprengen. Auf der Erde wird sie mit ihrem Mitarbeiter zunächst von König Sargon gefangen genommen, aber dieser verliebt sich in sie und bittet um ihre Hand. Sie verhindert eine große Naturkatastrophe durch Sprengung eines gezielt auf die Erde stürzenden Meteoriten der Insektoiden. Sargon erhebt sie zur Göttin und längere Zeit verbringt sie an seinem Hof. Von Manesse werden Aistar und Marduk über Kriege informiert. In Ägypten treffen sie auf Nemrod, den Enkel Noahs. Nach Nemrods Tod besteigt sie selbst den Thron Ägyptens und lässt Nemrod in der Pyramide bestatten. Sie gibt die Macht einem Pharao. Da der Untergang Delos droht, beauftragt das Große Gehirn sie, in einem vierzigjährigen Experiment ein Gerät in der Praxis zu testen, das den Menschen Nahrung spenden soll. Um die Manna-Maschine zu erlangen, muss sie zunächst auf dem Mond erneut gegen die Insektoiden kämpfen. Sie entledigt sich Sathams, in dem sie ihn in einer abgekapselten Kabine im Meer versenkt. Eine Bildnachricht informiert sie von der Vernichtung von Delos. Sie befreit Satham und lässt ihn als Symbol des Bösen weiterleben.

- Aistars Mitarbeiter ist Marduk, ein bewährter Wissenschaftler. In einer der Städte treffen er und Aistar auf Lot. Vor der Vernichtung der Städte Sodom und Gomorrha durch Meteoritentrümmer rettet Marduk Lot und seine Familie. Priester und Gelehrte werden von ihm im Aufbau des Kosmos unterrichtet. Er neutralisiert Tollwutpilze im ägyptischen Boden und hilft beim Pyramidenbau mit neuem Baumittel und Biorobotern. Die Angriffe der Riesenskorpione wehrt er mit Schallwaffen ab, die er als Flöte konzipiert. Gegen die Nervenkampfstoffe findet er ein Gegenmittel. Im Land Goschen wählt er Moses als Anführer aus, um die geschlossene biologische Gruppe der Hebräer in dem vierzigjährigen Experiment aus Ägypten zu führen. Mit einem thermischen Wall teilt er für Moses das Rote Meer. Er erklärt ihm auch die Funktion der Manna-Maschine und leitet zum Bau der Bundeslade an. Verzerrungen der Versuchsreihen durch Fleischesser bestraft er gnadenlos mit dem Tod.

- Manesse ist ein blonder Sklave, der von Sargon die Freiheit erhält und Marduks Interesse an seiner Geschichte weckt. Er steht mit seinem Volk im Kampf gegen Ägypten. Er wird von Azazel entführt und von Satham mit neuen Waffen ausgestattet, um den Krieg fortzusetzen. Er zögert vor dem Einsatz von Nervenkampfstoffen gegen Aistar. Aistar entführt ihn, erzählt zum Bau der Pyramide und von Sathams Rolle bei der Entwicklung des Planeten und bringt ihn wieder in den Palast zurück. Er verunglückt bei einem Ritt auf einem wilden Pferd, Geschenk Sathams, wird aber von Marduk gerettet. In einem Zweikampf tötet er Azazel.

- Nemrod ist der Sohn des Chus, einem Nachkommen von Cham, dem Sohn Noahs. Er herrscht über Ägypten und hat den Sphinx erbaut. Unter Marduks Anleitung wird eine Pyramide errichtet. Mutig stellt er sich zwischen angreifende Elefanten und die Delaner Ais und Marduk, um sie zu retten. Bald darauf fällt er einem Anschlag zum Opfer. Noah selbst liegt in einem Marmorsarkophag in einer geheimen Kammer unter dem Sphinx begraben.

- Dogo steht im Dienste Nemrods und unterstützt die Ägypter im Kampf gegen die Heere Manesses. Er weicht nach dem Kampf in sein altes Heimatland aus und wird dort zum Lehrmeister für seinen Stamm.

## Titelübersicht
Die Texte stammen von Arnold Mostowicz und Alfred Górny, die Zeichnungen von Boguslaw Polch. Im deutschsprachigen Raum sind die Alben bei Bastei erschienen. In den Jahren 2022/23 veröffentlichte der SR Verlag eine zweibändige Gesamtausgabe mit neuer Kolorierung und Übersetzung.
1. 1978: Landung in den Anden
2. 1978: Atlantis – Experimente mit Menschen und Monstern
3. 1978: Krieg der Feuerwagen – Report einer Invasion
4. 1978: Revolte der Titanen
5. 1978: Der Untergang von Atlantis – Die Rache der Götter
6. 1978: Als Sodom und Gomorrha starben
7. 1982: Das Geheimnis der Pyramide
8. 1982: Als die Sonne still stand

## Hörspiele von Fontana
1. Landung in den Anden (1978)
2. Atlantis – Experimente mit Menschen und Monstern (1979)